# Interlands Colombiaans voetbalelftal 1980-1989
Deze pagina toont een chronologisch en gedetailleerd overzicht van de interlands die het Colombiaans voetbalelftal speelde in de periode 1980 – 1989.

## Interlands

### 1980
|                                                   |                          |       |                                                                           |                                                                                      |
| 9 juli Vriendschappelijk № 123 «onderlinge duels» | Colombia                 | 1 – 4 | Polen                                                                     | Estadio El Campín, Bogota Toeschouwers: 50.000 Scheidsrechter: Gilberto Murcia (COL) |
| 9 juli Vriendschappelijk № 123 «onderlinge duels» | Hernán Darío Herrera 86' |       | 10' Andrzej Iwan 16' Andrzej Iwan 32' Andrzej Iwan 45' Stanisław Terlecki | Estadio El Campín, Bogota Toeschouwers: 50.000 Scheidsrechter: Gilberto Murcia (COL) |

### 1981
|                                                       |                      |       |              |                                                                                      |
| 1 februari Vriendschappelijk № 124 «onderlinge duels» | Colombia             | 1 – 1 | Brazilië     | Estadio El Campín, Bogota Toeschouwers: 55.000 Scheidsrechter: Orlando Sanchez (COL) |
| 1 februari Vriendschappelijk № 124 «onderlinge duels» | Eduardo Vilarete ??' |       | ??' Serginho | Estadio El Campín, Bogota Toeschouwers: 55.000 Scheidsrechter: Orlando Sanchez (COL) |

|                                                     |                   |       |          |                                                                                       |
| 10 maart Vriendschappelijk № 125 «onderlinge duels» | Chili             | 1 – 0 | Colombia | Estadio Nacional, Santiago Toeschouwers: — Scheidsrechter: Gilberto Aristizábal (COL) |
| 10 maart Vriendschappelijk № 125 «onderlinge duels» | Óscar Herrera 29' |       |          | Estadio Nacional, Santiago Toeschouwers: — Scheidsrechter: Gilberto Aristizábal (COL) |

|                                                     |          |                                           |          |                                                                                                 |
| 15 maart Vriendschappelijk № 126 «onderlinge duels» | Paraguay | 0 – 2                                     | Colombia | Estadio Defensores del Chaco, Asunción Toeschouwers: 18.000 Scheidsrechter: Carlos Maciel (PAR) |
| 15 maart Vriendschappelijk № 126 «onderlinge duels» |          | 66' Eduardo Vilarete 88' Eduardo Vilarete |          | Estadio Defensores del Chaco, Asunción Toeschouwers: 18.000 Scheidsrechter: Carlos Maciel (PAR) |

|                                                     |                             |       |                                       |                                                                                   |
| 19 maart Vriendschappelijk № 127 «onderlinge duels» | Colombia                    | 1 – 2 | Chili                                 | Estadio El Campín, Bogota Toeschouwers: 45.000 Scheidsrechter: Hernán Silva (CHI) |
| 19 maart Vriendschappelijk № 127 «onderlinge duels» | Willington Ortiz 37' (pen.) |       | 15' Carlos Caszely 20' Carlos Caszely | Estadio El Campín, Bogota Toeschouwers: 45.000 Scheidsrechter: Hernán Silva (CHI) |

|                                                   |                          |       |                         |                                                                                        |
| 2 juli Vriendschappelijk № 128 «onderlinge duels» | Colombia                 | 1 – 1 | Spanje                  | Estadio El Campín, Bogota Toeschouwers: 25.000 Scheidsrechter: Vicente Llobregat (VEN) |
| 2 juli Vriendschappelijk № 128 «onderlinge duels» | Hernán Darío Herrera 77' |       | 15' José Ramón Alexanco | Estadio El Campín, Bogota Toeschouwers: 25.000 Scheidsrechter: Vicente Llobregat (VEN) |

|                                                  |                          |       |                       |                                                                                        |
| 26 juli WK-kwalificatie № 129 «onderlinge duels» | Colombia                 | 1 – 1 | Peru                  | Estadio El Campín, Bogota Toeschouwers: 55.840 Scheidsrechter: Arturo Ithurralde (ARG) |
| 26 juli WK-kwalificatie № 129 «onderlinge duels» | Hernán Darío Herrera 74' |       | 86' Guillermo La Rosa | Estadio El Campín, Bogota Toeschouwers: 55.840 Scheidsrechter: Arturo Ithurralde (ARG) |

|                                                     |                                                                      |       |                                              |                                                                                          |
| 9 augustus WK-kwalificatie № 130 «onderlinge duels» | Uruguay                                                              | 3 – 2 | Colombia                                     | Estadio Centenario, Montevideo Toeschouwers: 68.449 Scheidsrechter: Oscar Scolfaro (BRA) |
| 9 augustus WK-kwalificatie № 130 «onderlinge duels» | Rubén Paz 20' Julio César Morales 78' (pen.) Julio César Morales 87' |       | 41' Pedro Sarmiento 57' Hernán Darío Herrera | Estadio Centenario, Montevideo Toeschouwers: 68.449 Scheidsrechter: Oscar Scolfaro (BRA) |

|                                                      |                                                     |       |          |                                                                                     |
| 16 augustus WK-kwalificatie № 131 «onderlinge duels» | Peru                                                | 2 – 0 | Colombia | Estadio Nacional, Lima Toeschouwers: 43.942 Scheidsrechter: Vicente Llobregat (VEN) |
| 16 augustus WK-kwalificatie № 131 «onderlinge duels» | Geronimo Barbadillo 7' Julio César Uribe 72' (pen.) |       |          | Estadio Nacional, Lima Toeschouwers: 43.942 Scheidsrechter: Vicente Llobregat (VEN) |

|                                                       |                                 |       |                        |                                                                                        |
| 13 september WK-kwalificatie № 132 «onderlinge duels» | Colombia                        | 1 – 1 | Uruguay                | Estadio El Campín, Bogota Toeschouwers: 10.000 Scheidsrechter: José Ramiz Wright (BRA) |
| 13 september WK-kwalificatie № 132 «onderlinge duels» | Hernán Darío Herrera 13' (pen.) |       | 18' Waldemar Victorino | Estadio El Campín, Bogota Toeschouwers: 10.000 Scheidsrechter: José Ramiz Wright (BRA) |

### 1982
- Geen interlands gespeeld

### 1983
|                                                     |                     |       |       |                                                                                         |
| 14 februari Officieus duel № 133 «onderlinge duels» | Colombia            | 1 – 0 | Polen | Estadio El Campín, Bogota Toeschouwers: 21.000 Scheidsrechter: Alirio Blanquiceth (COL) |
| 14 februari Officieus duel № 133 «onderlinge duels» | Pedro Sarmiento ??' |       |       | Estadio El Campín, Bogota Toeschouwers: 21.000 Scheidsrechter: Alirio Blanquiceth (COL) |

|                                                    |                                        |       |                                             |                                                                                           |
| 14 juli Vriendschappelijk № 134 «onderlinge duels» | Colombia                               | 2 – 2 | Chili                                       | Estadio El Campín, Bogota Toeschouwers: 20.000 Scheidsrechter: Gilberto Aristizábal (COL) |
| 14 juli Vriendschappelijk № 134 «onderlinge duels» | Alex Valderrama 1' Alex Valderrama 46' |       | 52' (pen.) José Aravena 55' Osvaldo Hurtado | Estadio El Campín, Bogota Toeschouwers: 20.000 Scheidsrechter: Gilberto Aristizábal (COL) |

|                                                    |                  |       |                      |                                                                                         |
| 17 juli Vriendschappelijk № 135 «onderlinge duels» | Colombia         | 1 – 1 | Polen                | Estadio El Campín, Bogota Toeschouwers: 20.000 Scheidsrechter: Alirio Blanquiceth (COL) |
| 17 juli Vriendschappelijk № 135 «onderlinge duels» | Ernesto Diaz 76' |       | 25' Dariusz Wdowczyk | Estadio El Campín, Bogota Toeschouwers: 20.000 Scheidsrechter: Alirio Blanquiceth (COL) |

|                                                    |         |       |          |                                                                                             |
| 26 juli Vriendschappelijk № 136 «onderlinge duels» | Ecuador | 0 – 0 | Colombia | Estadio Olímpico Atahualpa, Quito Toeschouwers: 35.000 Scheidsrechter: Jorge Orellana (ECU) |
| 26 juli Vriendschappelijk № 136 «onderlinge duels» |         |       |          | Estadio Olímpico Atahualpa, Quito Toeschouwers: 35.000 Scheidsrechter: Jorge Orellana (ECU) |

|                                                    |          |       |         |                                                                   |
| 29 juli Vriendschappelijk № 137 «onderlinge duels» | Colombia | 0 – 0 | Ecuador | Estadio El Campín, Bogota Toeschouwers: 15.000 Scheidsrechter: ?? |
| 29 juli Vriendschappelijk № 137 «onderlinge duels» |          |       |         | Estadio El Campín, Bogota Toeschouwers: 15.000 Scheidsrechter: ?? |

| Copa América |
| ------------ |

|                                                   |         |                     |          |                                                                                            |
| 14 augustus Copa América № 138 «onderlinge duels» | Bolivia | 0 – 1               | Colombia | Estadio Hernando Siles, La Paz Toeschouwers: 40.000 Scheidsrechter: Gabriel González (PAR) |
| 14 augustus Copa América № 138 «onderlinge duels» |         | 74' Alex Valderrama |          | Estadio Hernando Siles, La Paz Toeschouwers: 40.000 Scheidsrechter: Gabriel González (PAR) |

|                                                   |                    |       |          |                                                                                      |
| 17 augustus Copa América № 139 «onderlinge duels» | Peru               | 1 – 0 | Colombia | Estadio Nacional, Lima Toeschouwers: 30.000 Scheidsrechter: José Luis Martínez (URU) |
| 17 augustus Copa América № 139 «onderlinge duels» | Franco Navarro 80' |       |          | Estadio Nacional, Lima Toeschouwers: 30.000 Scheidsrechter: José Luis Martínez (URU) |

|                                                   |                                         |       |                                                    |                                                                                     |
| 28 augustus Copa América № 140 «onderlinge duels» | Colombia                                | 2 – 2 | Peru                                               | Estadio El Campín, Bogota Toeschouwers: 45.000 Scheidsrechter: Arnaldo Coelho (BRA) |
| 28 augustus Copa América № 140 «onderlinge duels» | Miguel Prince 46' Fernando Fiorillo 68' |       | 25' (pen.) Eduardo Malásquez 84' Eduardo Malásquez | Estadio El Campín, Bogota Toeschouwers: 45.000 Scheidsrechter: Arnaldo Coelho (BRA) |

|                                                   |                                               |       |                                         |                                                                                   |
| 31 augustus Copa América № 141 «onderlinge duels» | Colombia                                      | 2 – 2 | Bolivia                                 | Estadio El Campín, Bogota Toeschouwers: 45.000 Scheidsrechter: José Vergara (VEN) |
| 31 augustus Copa América № 141 «onderlinge duels» | Alex Valderrama 2' Nolberto Molina 60' (pen.) |       | 78' José Milton Melgar 80' Silvio Rojas | Estadio El Campín, Bogota Toeschouwers: 45.000 Scheidsrechter: José Vergara (VEN) |

|  |  |  |  |  |  |  |  |  |

### 1984
|                                                    |                          |       |                  |                                                                                          |
| 26 juli Vriendschappelijk № 142 «onderlinge duels» | Colombia                 | 1 – 1 | Peru             | Estadio El Campín, Bogota Toeschouwers: 22.000 Scheidsrechter: Armando Pérez Hoyos (COL) |
| 26 juli Vriendschappelijk № 142 «onderlinge duels» | Miguel Prince 18' (pen.) |       | 62' Abel Lobatón | Estadio El Campín, Bogota Toeschouwers: 22.000 Scheidsrechter: Armando Pérez Hoyos (COL) |

|                                                       |      |       |          |                                                                                |
| 9 augustus Vriendschappelijk № 143 «onderlinge duels» | Peru | 0 – 0 | Colombia | Estadio Nacional, Lima Toeschouwers: 22.000 Scheidsrechter: Enrique Labo (PER) |
| 9 augustus Vriendschappelijk № 143 «onderlinge duels» |      |       |          | Estadio Nacional, Lima Toeschouwers: 22.000 Scheidsrechter: Enrique Labo (PER) |

|                                                        |                          |       |            |                                                                                   |
| 24 augustus Vriendschappelijk № 144 «onderlinge duels» | Colombia                 | 1 – 0 | Argentinië | Estadio El Campín, Bogota Toeschouwers: 35.000 Scheidsrechter: Elias Jacomé (ECU) |
| 24 augustus Vriendschappelijk № 144 «onderlinge duels» | Miguel Prince 56' (pen.) |       |            | Estadio El Campín, Bogota Toeschouwers: 35.000 Scheidsrechter: Elias Jacomé (ECU) |

|                                                      |               |       |          |                                                                                              |
| 9 oktober Vriendschappelijk № 145 «onderlinge duels» | Mexico        | 1 – 0 | Colombia | Memorial Coliseum, Los Angeles Toeschouwers: 42.000 Scheidsrechter: Howard Krollfeifer (USA) |
| 9 oktober Vriendschappelijk № 145 «onderlinge duels» | Tomás Boy 35' |       |          | Memorial Coliseum, Los Angeles Toeschouwers: 42.000 Scheidsrechter: Howard Krollfeifer (USA) |

|                                                       |                  |       |          |                                                                        |
| 11 oktober Vriendschappelijk № 146 «onderlinge duels» | Verenigde Staten | 1 – 0 | Colombia | Memorial Coliseum, Los Angeles Toeschouwers: 24.000 Scheidsrechter: ?? |
| 11 oktober Vriendschappelijk № 146 «onderlinge duels» | Ade Coker 83'    |       |          | Memorial Coliseum, Los Angeles Toeschouwers: 24.000 Scheidsrechter: ?? |

### 1985
|                                                       |                                         |       |                                         |                                                                                          |
| 1 februari Vriendschappelijk № 147 «onderlinge duels» | Colombia                                | 2 – 2 | Zwitserland                             | Estadio El Campín, Bogota Toeschouwers: 30.000 Scheidsrechter: Jesús Díaz Palacios (COL) |
| 1 februari Vriendschappelijk № 147 «onderlinge duels» | Alex Valderrama 47' Pedro Sarmiento 78' |       | 30' Heinz Hermann 56' Marco Schällibaum | Estadio El Campín, Bogota Toeschouwers: 30.000 Scheidsrechter: Jesús Díaz Palacios (COL) |

|                                                        |                   |       |                                      |                                                                                   |
| 10 februari Vriendschappelijk № 148 «onderlinge duels» | Colombia          | 1 – 2 | Polen                                | Estadio El Campín, Bogota Toeschouwers: 25.000 Scheidsrechter: Octavio Mesa (COL) |
| 10 februari Vriendschappelijk № 148 «onderlinge duels» | Miguel Córdoba 9' |       | 5' Andrzej Pałasz 34' Andrzej Pałasz | Estadio El Campín, Bogota Toeschouwers: 25.000 Scheidsrechter: Octavio Mesa (COL) |

|                                                        |                     |       |       |                                                                                          |
| 14 februari Vriendschappelijk № 149 «onderlinge duels» | Colombia            | 1 – 0 | Polen | Estadio Pascual Guerrero, Cali Toeschouwers: 15.000 Scheidsrechter: Alirio Montoya (COL) |
| 14 februari Vriendschappelijk № 149 «onderlinge duels» | Pedro Sarmiento 28' |       |       | Estadio Pascual Guerrero, Cali Toeschouwers: 15.000 Scheidsrechter: Alirio Montoya (COL) |

|                                                        |                          |       |                      |                                                                                    |
| 21 februari Vriendschappelijk № 150 «onderlinge duels» | Chili                    | 1 – 1 | Colombia             | Estadio Nacional, Santiago Toeschouwers: 25.000 Scheidsrechter: Víctor Ojeda (CHI) |
| 21 februari Vriendschappelijk № 150 «onderlinge duels» | Juan Carlos Letelier 90' |       | 35' Eduardo Vilarete | Estadio Nacional, Santiago Toeschouwers: 25.000 Scheidsrechter: Víctor Ojeda (CHI) |

|                                                        |                                                                 |       |          |                                                                                               |
| 24 februari Vriendschappelijk № 151 «onderlinge duels» | Uruguay                                                         | 3 – 0 | Colombia | Estadio Centenario, Montevideo Toeschouwers: 80.000 Scheidsrechter: José Martínez Bazán (URU) |
| 24 februari Vriendschappelijk № 151 «onderlinge duels» | Carlos Aguilera 19' Enzo Francescoli 42' Amaro Nadal 89' (pen.) |       |          | Estadio Centenario, Montevideo Toeschouwers: 80.000 Scheidsrechter: José Martínez Bazán (URU) |

|                                                        |          |                                                             |          |                                                                                                |
| 28 februari Vriendschappelijk № 152 «onderlinge duels» | Paraguay | 0 – 3                                                       | Colombia | Estadio Defensores del Chaco, Asunción Toeschouwers: 15.000 Scheidsrechter: Juan Escobar (PAR) |
| 28 februari Vriendschappelijk № 152 «onderlinge duels» |          | 41' Miguel Córdoba 66' Arnoldo Iguarán 89' Eduardo Vilarete |          | Estadio Defensores del Chaco, Asunción Toeschouwers: 15.000 Scheidsrechter: Juan Escobar (PAR) |

|                                                     |                                                   |       |          | |
| 17 april Vriendschappelijk № 153 «onderlinge duels» | Colombia                                          | 2 – 0 | Paraguay | Estadio Hernán Ramírez Villegas, Pereira Toeschouwers: 26.000 Scheidsrechter: Armando Pérez Hoyos (COL) |
| 17 april Vriendschappelijk № 153 «onderlinge duels» | Miguel Prince ??' Hernán Darío Herrera 89' (pen.) |       |          | Estadio Hernán Ramírez Villegas, Pereira Toeschouwers: 26.000 Scheidsrechter: Armando Pérez Hoyos (COL) |

|                                                     |                                         |       |                                              |                                                                                   |
| 19 april Vriendschappelijk № 154 «onderlinge duels» | Colombia                                | 2 – 2 | Paraguay                                     | Estadio El Campín, Bogota Toeschouwers: 10.000 Scheidsrechter: Octavio Mesa (COL) |
| 19 april Vriendschappelijk № 154 «onderlinge duels» | Arnoldo Iguarán 2' Willington Ortíz 56' |       | 1' Alfredo Mendoza 63' Buenaventura Ferreira | Estadio El Campín, Bogota Toeschouwers: 10.000 Scheidsrechter: Octavio Mesa (COL) |

|                                                     |                           |       |                          |                                                                                             |
| 25 april Vriendschappelijk № 155 «onderlinge duels» | Brazilië                  | 2 – 1 | Colombia                 | Estadio Mineirão, Belo Horizonte Toeschouwers: 49.898 Scheidsrechter: Carlos Esposito (ARG) |
| 25 april Vriendschappelijk № 155 «onderlinge duels» | Alemão 52' Casagrande 85' |       | 90' (pen.) Miguel Prince | Estadio Mineirão, Belo Horizonte Toeschouwers: 49.898 Scheidsrechter: Carlos Esposito (ARG) |

|                                                     |                                          |       |                     |                                                                                         |
| 28 april Vriendschappelijk № 156 «onderlinge duels» | Colombia                                 | 2 – 1 | Uruguay             | Estadio El Campin, Bogota Toeschouwers: 15.000 Scheidsrechter: Alirio Blanquiceth (COL) |
| 28 april Vriendschappelijk № 156 «onderlinge duels» | Willington Ortíz 41' Arnoldo Iguarán 64' |       | 47' Carlos Aguilera | Estadio El Campin, Bogota Toeschouwers: 15.000 Scheidsrechter: Alirio Blanquiceth (COL) |

|                                                   |                 |       |          |                                                                                   |
| 15 mei Vriendschappelijk № 157 «onderlinge duels» | Colombia        | 1 – 0 | Brazilië | Estadio El Campin, Bogota Toeschouwers: 25.000 Scheidsrechter: Elias Jacome (ECU) |
| 15 mei Vriendschappelijk № 157 «onderlinge duels» | Victor Lugo 66' |       |          | Estadio El Campin, Bogota Toeschouwers: 25.000 Scheidsrechter: Elias Jacome (ECU) |

|                                                 |                   |       |      |                                                                                     |
| 26 mei WK-kwalificatie № 158 «onderlinge duels» | Colombia          | 1 – 0 | Peru | Estadio El Campin, Bogota Toeschouwers: 46.519 Scheidsrechter: Luis Barrancos (BOL) |
| 26 mei WK-kwalificatie № 158 «onderlinge duels» | Miguel Prince 27' |       |      | Estadio El Campin, Bogota Toeschouwers: 46.519 Scheidsrechter: Luis Barrancos (BOL) |

|                                                 |                   |       |                                                            |                                                                                     |
| 2 juni WK-kwalificatie № 159 «onderlinge duels» | Colombia          | 1 – 3 | Argentinië                                                 | Estadio El Campin, Bogota Toeschouwers: 53.124 Scheidsrechter: Arnaldo Coelho (BRA) |
| 2 juni WK-kwalificatie № 159 «onderlinge duels» | Miguel Prince 61' |       | 43' Pedro Pasculli 68' Pedro Pasculli 85' Jorge Burruchaga | Estadio El Campin, Bogota Toeschouwers: 53.124 Scheidsrechter: Arnaldo Coelho (BRA) |

|                                                 |      |       |          |                                                                                   |
| 9 juni WK-kwalificatie № 160 «onderlinge duels» | Peru | 0 – 0 | Colombia | Estadio Nacional, Lima Toeschouwers: 29.518 Scheidsrechter: José Cardellino (URU) |
| 9 juni WK-kwalificatie № 160 «onderlinge duels» |      |       |          | Estadio Nacional, Lima Toeschouwers: 29.518 Scheidsrechter: José Cardellino (URU) |

|                                                  |                   |       |          |                                                                                              |
| 16 juni WK-kwalificatie № 161 «onderlinge duels» | Argentinië        | 1 – 0 | Colombia | Estadio Monumental, Buenos Aires Toeschouwers: 25.774 Scheidsrechter: Gabriel González (PAR) |
| 16 juni WK-kwalificatie № 161 «onderlinge duels» | Jorge Valdano 25' |       |          | Estadio Monumental, Buenos Aires Toeschouwers: 25.774 Scheidsrechter: Gabriel González (PAR) |

|                                                  |                                     |       |                                                      | |
| 23 juni WK-kwalificatie № 162 «onderlinge duels» | Venezuela                           | 2 – 2 | Colombia                                             | Polideportivo de Pueblo Nuevo, San Cristóbal Toeschouwers: 30.100 Scheidsrechter: Ramón Barreto (URU) |
| 23 juni WK-kwalificatie № 162 «onderlinge duels» | Douglas Cedeño 6' Bernardo Añor 64' |       | 17' Willington Ortíz 50' (pen.) Hernán Darío Herrera | Polideportivo de Pueblo Nuevo, San Cristóbal Toeschouwers: 30.100 Scheidsrechter: Ramón Barreto (URU) |

|                                                  |                                                    |       |           |                                                                                    |
| 30 juni WK-kwalificatie № 163 «onderlinge duels» | Colombia                                           | 2 – 0 | Venezuela | Estadio El Campin, Bogota Toeschouwers: 5.176 Scheidsrechter: Sergio Vazquez (CHI) |
| 30 juni WK-kwalificatie № 163 «onderlinge duels» | Manuel Córdoba 15' Hernán Darío Herrera 27' (pen.) |       |           | Estadio El Campin, Bogota Toeschouwers: 5.176 Scheidsrechter: Sergio Vazquez (CHI) |

|                                                               |                                                            |       |          |                                                                                                   |
| 27 oktober WK-kwalificatie Play-offs № 164 «onderlinge duels» | Paraguay                                                   | 3 – 0 | Colombia | Estadio Defensores del Chaco, Asunción Toeschouwers: 26.000 Scheidsrechter: Carlos Esposito (ARG) |
| 27 oktober WK-kwalificatie Play-offs № 164 «onderlinge duels» | Ramón Hicks 15' Julio César Romero 70' Roberto Cabañas 84' |       |          | Estadio Defensores del Chaco, Asunción Toeschouwers: 26.000 Scheidsrechter: Carlos Esposito (ARG) |

|                                                               |                                        |       |                           |                                                                                            |
| 3 november WK-kwalificatie Play-offs № 165 «onderlinge duels» | Colombia                               | 2 – 1 | Paraguay                  | Estadio Pascual Guerrero, Cali Toeschouwers: 6.439 Scheidsrechter: José Ramiz Wright (BRA) |
| 3 november WK-kwalificatie Play-offs № 165 «onderlinge duels» | Sergio Angulo 68' Willington Ortiz 88' |       | 60' Buenaventura Ferreira | Estadio Pascual Guerrero, Cali Toeschouwers: 6.439 Scheidsrechter: José Ramiz Wright (BRA) |

### 1986
- Geen officiële interlands gespeeld

|                                                        | |       |                                 |                                                                             |
| 2 februari Miami Cup Officieus duel «onderlinge duels» | Colombia                                                                                                | 6 – 2 | Jamaica                         | Orange Bowl, Miami Toeschouwers: 15.054 Scheidsrechter: Vincent Mauro (USA) |
| 2 februari Miami Cup Officieus duel «onderlinge duels» | Sergio Angulo 19' Armando Osma 22' Carlos Estrada 52' Armando Osma 60' Armando Osma 65' Henry Otero 89' |       | 2' David Burgess 20' Paul Davis | Orange Bowl, Miami Toeschouwers: 15.054 Scheidsrechter: Vincent Mauro (USA) |

|                                                        |                                     |       |          |                                                                              |
| 7 februari Miami Cup Officieus duel «onderlinge duels» | Colombia                            | 2 – 0 | Paraguay | Orange Bowl, Miami Toeschouwers: 15.852 Scheidsrechter: Angelo Bratsis (USA) |
| 7 februari Miami Cup Officieus duel «onderlinge duels» | Carlos Estrada ??' Carlos Hoyos ??' |       |          | Orange Bowl, Miami Toeschouwers: 15.852 Scheidsrechter: Angelo Bratsis (USA) |

|                                                        |          |                                       |         |                                                                              |
| 9 februari Miami Cup Officieus duel «onderlinge duels» | Colombia | 0 – 2                                 | Uruguay | Orange Bowl, Miami Toeschouwers: 16.661 Scheidsrechter: Angelo Bratsis (USA) |
| 9 februari Miami Cup Officieus duel «onderlinge duels» |          | 39' Mauricio Silvera 49' Enrique Báez |         | Orange Bowl, Miami Toeschouwers: 16.661 Scheidsrechter: Angelo Bratsis (USA) |

### 1987
|                                                    |                    |       |         |                                                     |
| 11 juni Vriendschappelijk № 166 «onderlinge duels» | Colombia           | 1 – 0 | Ecuador | Estadio Atanasio Girardot, Medellín Toeschouwers: — |
| 11 juni Vriendschappelijk № 166 «onderlinge duels» | Leonel Álvarez ??' |       |         | Estadio Atanasio Girardot, Medellín Toeschouwers: — |

|                                                    |                                                            |       |          |                                                                               |
| 14 juni Vriendschappelijk № 167 «onderlinge duels» | Ecuador                                                    | 3 – 0 | Colombia | Estadio Modelo, Guayaquil Toeschouwers: — Scheidsrechter: Alfredo Rodas (ECU) |
| 14 juni Vriendschappelijk № 167 «onderlinge duels» | Lupo Quiñónez 49' Fernando Baldeón 76' Pietro Marsetti 86' |       |          | Estadio Modelo, Guayaquil Toeschouwers: — Scheidsrechter: Alfredo Rodas (ECU) |

| Copa América |
| ------------ |

|                                                      |         |                                           |          |                                                                                              |
| 1 juli Copa América Groep C № 168 «onderlinge duels» | Bolivia | 0 – 2                                     | Colombia | Estadio Gigante de Arroyito, Rosario Toeschouwers: 5.000 Scheidsrechter: Gaston Castro (CHI) |
| 1 juli Copa América Groep C № 168 «onderlinge duels» |         | 34' Carlos Valderrama 89' Arnoldo Iguarán |          | Estadio Gigante de Arroyito, Rosario Toeschouwers: 5.000 Scheidsrechter: Gaston Castro (CHI) |

|                                                      |                                                            |       |          | |
| 5 juli Copa América Groep C № 169 «onderlinge duels» | Colombia                                                   | 3 – 0 | Paraguay | Estadio Gigante de Arroyito, Rosario Toeschouwers: 10.000 Scheidsrechter: Francisco Lamolina (ARG) |
| 5 juli Copa América Groep C № 169 «onderlinge duels» | Arnoldo Iguarán 8' Arnoldo Iguarán 34' Arnoldo Iguarán 50' |       |          | Estadio Gigante de Arroyito, Rosario Toeschouwers: 10.000 Scheidsrechter: Francisco Lamolina (ARG) |

|                                                           |                                       |       |                            |                                                                                          |
| 8 juli Copa América Halve finale № 170 «onderlinge duels» | Chili                                 | 2 – 1 | Colombia                   | Estadio Córdoba, Córdoba Toeschouwers: 10.000 Scheidsrechter: Romualdo Arppi Filho (BRA) |
| 8 juli Copa América Halve finale № 170 «onderlinge duels» | Fernando Astengo 106' Jaime Vera 108' |       | 103' (pen.) Bernardo Redín | Estadio Córdoba, Córdoba Toeschouwers: 10.000 Scheidsrechter: Romualdo Arppi Filho (BRA) |

|                                                            |                      |       |                                         |                                                                                             |
| 11 juli Copa América Troostfinale № 171 «onderlinge duels» | Argentinië           | 1 – 2 | Colombia                                | Estadio Monumental, Buenos Aires Toeschouwers: 15.000 Scheidsrechter: Bernardo Corujo (VEN) |
| 11 juli Copa América Troostfinale № 171 «onderlinge duels» | Claudio Caniggia 86' |       | 8' Gabriel Gómez 27' Juan Jairo Galeano | Estadio Monumental, Buenos Aires Toeschouwers: 15.000 Scheidsrechter: Bernardo Corujo (VEN) |

|  |  |  |  |  |  |  |  |  |

### 1988
|                                                     |                                                                    |       |        |                                                                                           |
| 30 maart Vriendschappelijk № 172 «onderlinge duels» | Colombia                                                           | 3 – 0 | Canada | Estadio Centenario, Armenia Toeschouwers: 30.000 Scheidsrechter: José Torres Cadena (COL) |
| 30 maart Vriendschappelijk № 172 «onderlinge duels» | Luis Carlos Perea 26' Carlos Valderrama 42' John Jairo Trellez 74' |       |        | Estadio Centenario, Armenia Toeschouwers: 30.000 Scheidsrechter: José Torres Cadena (COL) |

|                                                   |                  |                                         |          |                                                                              |
| 14 mei Vriendschappelijk № 173 «onderlinge duels» | Verenigde Staten | 0 – 2                                   | Colombia | Orange Bowl, Miami Toeschouwers: 15.371 Scheidsrechter: Angelo Bratsis (USA) |
| 14 mei Vriendschappelijk № 173 «onderlinge duels» |                  | 66' Arnoldo Iguarán 89' Arnoldo Iguarán |          | Orange Bowl, Miami Toeschouwers: 15.371 Scheidsrechter: Angelo Bratsis (USA) |

|                                                  |           |       |          |                                                                                |
| 17 mei Stanley Rous Cup № 174 «onderlinge duels» | Schotland | 0 – 0 | Colombia | Hampden Park, Glasgow Toeschouwers: 20.487 Scheidsrechter: Vítor Correia (POR) |
| 17 mei Stanley Rous Cup № 174 «onderlinge duels» |           |       |          | Hampden Park, Glasgow Toeschouwers: 20.487 Scheidsrechter: Vítor Correia (POR) |

|                                                   |                   |       |                                                              |                                                                                  |
| 19 mei Vriendschappelijk № 175 «onderlinge duels» | Finland           | 1 – 3 | Colombia                                                     | Olympiastadion, Helsinki Toeschouwers: 5.548 Scheidsrechter: Franz Gächter (SUI) |
| 19 mei Vriendschappelijk № 175 «onderlinge duels» | Jari Rantanen 38' |       | 19' Jaime Arango 47' (pen.) René Higuita 63' Arnoldo Iguarán | Olympiastadion, Helsinki Toeschouwers: 5.548 Scheidsrechter: Franz Gächter (SUI) |

|                                                  |                  |       |                    |                                                                                           |
| 24 mei Stanley Rous Cup № 176 «onderlinge duels» | Engeland         | 1 – 1 | Colombia           | Wembley Stadium, Londen Toeschouwers: 25.756 Scheidsrechter: Karl-Josef Assenmacher (FRG) |
| 24 mei Stanley Rous Cup № 176 «onderlinge duels» | Gary Lineker 22' |       | 66' Andrés Escobar | Wembley Stadium, Londen Toeschouwers: 25.756 Scheidsrechter: Karl-Josef Assenmacher (FRG) |

|                                                             |                                        |       |                        |                                                                                       |
| 7 augustus Copa Jiménez de Quesada № 177 «onderlinge duels» | Colombia                               | 2 – 1 | Uruguay                | Estadio El Campín, Bogotá Toeschouwers: onbekend Scheidsrechter: Octavio Sierra (COL) |
| 7 augustus Copa Jiménez de Quesada № 177 «onderlinge duels» | Arnoldo Iguarán 61' Bernardo Redín 76' |       | 74' José Oscar Herrera | Estadio El Campín, Bogotá Toeschouwers: onbekend Scheidsrechter: Octavio Sierra (COL) |

### 1989
|                                                     |                         |       |      | |
| 3 februari Copa Centenario № 178 «onderlinge duels» | Colombia                | 1 – 0 | Peru | Estadio Hernán Ramírez Villegas, Pereira Toeschouwers: 20.000 Scheidsrechter: Jesús Díaz Palacios (COL) |
| 3 februari Copa Centenario № 178 «onderlinge duels» | René Higuita 72' (pen.) |       |      | Estadio Hernán Ramírez Villegas, Pereira Toeschouwers: 20.000 Scheidsrechter: Jesús Díaz Palacios (COL) |

|                                                     |                    |       |       |                                                                                             |
| 5 februari Copa Centenario № 179 «onderlinge duels» | Colombia           | 1 – 0 | Chili | Estadio Centenario, Armenia Toeschouwers: onbekend Scheidsrechter: José Torres Cadena (COL) |
| 5 februari Copa Centenario № 179 «onderlinge duels» | Bernardo Redín 62' |       |       | Estadio Centenario, Armenia Toeschouwers: onbekend Scheidsrechter: José Torres Cadena (COL) |

|                                                    |                       |       |            |                                                                                               |
| 9 maart Vriendschappelijk № 180 «onderlinge duels» | Colombia              | 1 – 0 | Argentinië | Estadio Metropolitano, Barranquilla Toeschouwers: 60.000 Scheidsrechter: Jorge Orellano (ECU) |
| 9 maart Vriendschappelijk № 180 «onderlinge duels» | Carlos Valderrama 60' |       |            | Estadio Metropolitano, Barranquilla Toeschouwers: 60.000 Scheidsrechter: Jorge Orellano (ECU) |

|                                                    |                  |                       |          |                                                                  |
| 24 juni Vriendschappelijk № 181 «onderlinge duels» | Verenigde Staten | 0 – 1                 | Colombia | Orange Bowl, Miami Toeschouwers: 15.223 Scheidsrechter: onbekend |
| 24 juni Vriendschappelijk № 181 «onderlinge duels» |                  | 42' Carlos Valderrama |          | Orange Bowl, Miami Toeschouwers: 15.223 Scheidsrechter: onbekend |

|                                                    |                                                                                      |       |       |                                                                    |
| 27 juni Vriendschappelijk № 182 «onderlinge duels» | Colombia                                                                             | 4 – 0 | Haïti | Orange Bowl, Miami Toeschouwers: onbekend Scheidsrechter: onbekend |
| 27 juni Vriendschappelijk № 182 «onderlinge duels» | John Jairo Tréllez 20' Arnoldo Iguarán 50' Carlos Valderrama 73' Antony de Ávila 89' |       |       | Orange Bowl, Miami Toeschouwers: onbekend Scheidsrechter: onbekend |

| Copa América |
| ------------ |

|                                              |                                           |       |                                                                                     |                                                                                         |
| 3 juli Copa América № 183 «onderlinge duels» | Venezuela                                 | 2 – 4 | Colombia                                                                            | Estadio Fonte Nova, Salvador Toeschouwers: 4.000 Scheidsrechter: Rodolfo Martínez (HON) |
| 3 juli Copa América № 183 «onderlinge duels» | Carlos Maldonado 73' Carlos Maldonado 88' |       | 72' (pen.) René Higuita 46' Arnoldo Iguarán 71' Antony de Ávila 88' Arnoldo Iguarán | Estadio Fonte Nova, Salvador Toeschouwers: 4.000 Scheidsrechter: Rodolfo Martínez (HON) |

|                                              |          |                     |          |                                                                                          |
| 5 juli Copa América № 184 «onderlinge duels» | Colombia | 0 – 1               | Paraguay | Estadio Fonte Nova, Salvador Toeschouwers: 4.000 Scheidsrechter: Juan Oscar Ortubé (HON) |
| 5 juli Copa América № 184 «onderlinge duels» |          | 51' Alfredo Mendoza |          | Estadio Fonte Nova, Salvador Toeschouwers: 4.000 Scheidsrechter: Juan Oscar Ortubé (HON) |

|                                              |          |       |          |                                                                                     |
| 7 juli Copa América № 185 «onderlinge duels» | Brazilië | 0 – 0 | Colombia | Estadio Fonte Nova, Salvador Toeschouwers: 9.100 Scheidsrechter: Elias Jácome (ECU) |
| 7 juli Copa América № 185 «onderlinge duels» |          |       |          | Estadio Fonte Nova, Salvador Toeschouwers: 9.100 Scheidsrechter: Elias Jácome (ECU) |

|                                              |                     |       |                  |                                                                                          |
| 9 juli Copa América № 186 «onderlinge duels» | Colombia            | 1 – 1 | Peru             | Estádio do Arruda, Recife Toeschouwers: 60.000 Scheidsrechter: Juan Carlos Loustau (ARG) |
| 9 juli Copa América № 186 «onderlinge duels» | Arnoldo Iguarán 32' |       | 43' Jorge Hirano | Estádio do Arruda, Recife Toeschouwers: 60.000 Scheidsrechter: Juan Carlos Loustau (ARG) |

|  |  |  |  |  |  |  |  |  |

|                                                       |         |       |          |                                                                                           |
| 6 augustus Vriendschappelijk № 187 «onderlinge duels» | Uruguay | 0 – 0 | Colombia | Estadio Centenario, Montevideo Toeschouwers: 20.000 Scheidsrechter: Ernesto Filippi (URU) |
| 6 augustus Vriendschappelijk № 187 «onderlinge duels» |         |       |          | Estadio Centenario, Montevideo Toeschouwers: 20.000 Scheidsrechter: Ernesto Filippi (URU) |

|                                                      |                                         |       |         | |
| 20 augustus WK-kwalificatie № 188 «onderlinge duels» | Colombia                                | 2 – 0 | Ecuador | Estadio Metropolitano, Barranquilla Toeschouwers: 70.000 Scheidsrechter: Romualdo Arppi Filho (BRA) |
| 20 augustus WK-kwalificatie № 188 «onderlinge duels» | Arnoldo Iguarán 32' Arnoldo Iguarán 72' |       |         | Estadio Metropolitano, Barranquilla Toeschouwers: 70.000 Scheidsrechter: Romualdo Arppi Filho (BRA) |

|                                                      |                                                    |       |                     |                                                                                                |
| 27 augustus WK-kwalificatie № 189 «onderlinge duels» | Paraguay                                           | 2 – 1 | Colombia            | Estadio Defensores del Chaco, Asunción Toeschouwers: 55.000 Scheidsrechter: Hernán Silva (CHI) |
| 27 augustus WK-kwalificatie № 189 «onderlinge duels» | Javier Ferreira 48' José Luis Chilavert 90' (pen.) |       | 87' Arnoldo Iguarán | Estadio Defensores del Chaco, Asunción Toeschouwers: 55.000 Scheidsrechter: Hernán Silva (CHI) |

|                                                      |         |       |          |                                                                                           |
| 3 september WK-kwalificatie № 190 «onderlinge duels» | Ecuador | 0 – 0 | Colombia | Estadio Monumental, Guayaquil Toeschouwers: 25.430 Scheidsrechter: Ricardo Calabria (ARG) |
| 3 september WK-kwalificatie № 190 «onderlinge duels» |         |       |          | Estadio Monumental, Guayaquil Toeschouwers: 25.430 Scheidsrechter: Ricardo Calabria (ARG) |

|                                                       |                                               |       |                     |                                                                                                |
| 17 september WK-kwalificatie № 191 «onderlinge duels» | Colombia                                      | 2 – 1 | Paraguay            | Estadio Metropolitano, Barranquilla Toeschouwers: 60.000 Scheidsrechter: Juan Cardellino (URU) |
| 17 september WK-kwalificatie № 191 «onderlinge duels» | Arnoldo Iguarán 55' Rubén Darío Hernández 66' |       | 44' Alfredo Mendoza | Estadio Metropolitano, Barranquilla Toeschouwers: 60.000 Scheidsrechter: Juan Cardellino (URU) |

|                                                               |                      |       |        |                                                                                               |
| 15 oktober WK-kwalificatie Play-offs № 192 «onderlinge duels» | Colombia             | 1 – 0 | Israël | Estadio Metropolitano, Barranquilla Toeschouwers: 65.000 Scheidsrechter: Michel Vautrot (FRA) |
| 15 oktober WK-kwalificatie Play-offs № 192 «onderlinge duels» | Albeiro Usuriaga 75' |       |        | Estadio Metropolitano, Barranquilla Toeschouwers: 65.000 Scheidsrechter: Michel Vautrot (FRA) |

|                                                               |        |       |          |                                                                                         |
| 30 oktober WK-kwalificatie Play-offs № 193 «onderlinge duels» | Israël | 0 – 0 | Colombia | Ramat Gan Stadion, Ramat Gan Toeschouwers: 50.000 Scheidsrechter: Edgardo Codesal (MEX) |
| 30 oktober WK-kwalificatie Play-offs № 193 «onderlinge duels» |        |       |          | Ramat Gan Stadion, Ramat Gan Toeschouwers: 50.000 Scheidsrechter: Edgardo Codesal (MEX) |

Colfútbol · A-internationals · Selecties · Statistieken · Bondscoaches · Colombiaans vrouwenelftal · Olympisch elftal · Colombia U20 · Colombia U17
1938 – 1949 ·
1950 – 1959 ·
1960 – 1969 ·
1970 – 1979 ·
1980 – 1989 ·
1990 – 1999 ·
2000 – 2009 ·
2010 – 2019 ·
2020 – 2029
WK 1962 · 
WK 1990 · 
WK 1994 · 
WK 1998 · 
WK 2014 · 
WK 2018
OS 1968 · 
OS 1972 · 
OS 1980 · 
OS 1992 · 
OS 2016
1938 · 
1939 · 1940 · 1941 · 1942 · 1943 · 1944 · 
1946 · 
1947 · 
1948 · 
1949 · 
1950 · 1951 · 1952 · 1953 · 1954 · 1955 · 1956 · 
1957 · 
1958 · 1959 · 1960 · 
1961 · 
1962 · 
1963 · 
1964 · 
1965 · 
1966 · 
1967 · 
1968 · 
1969 · 
1970 · 
1971 · 
1972 · 
1973 · 
1974 · 
1975 · 
1976 · 
1977 · 
1978 · 
1979 · 
1980 · 
1981 · 
1982 · 
1983 · 
1984 · 
1985 · 
1986 · 
1987 · 
1988 · 
1989 · 
1990 ·
1991 · 
1992 · 
1993 · 
1994 · 
1995 · 
1996 · 
1997 · 
1998 · 
1999 · 
2000 · 
2001 · 
2002 · 
2003 · 
2004 · 
2005 · 
2006 · 
2007 · 
2008 · 
2009 · 
2010 · 
2011 · 
2012 · 
2013 · 
2014 · 
2015 · 
2016 · 
2017 ·
2018 ·
2019 ·
2020 ·
2021
Algerije ·
Argentinië ·
Australië ·
Bahrein ·
België ·
Bolivia · 
Brazilië ·
Canada ·
Chili ·
China · 
Costa Rica ·
Cuba ·
DDR ·
Duitsland ·
Ecuador ·
Egypte ·
El Salvador ·
Engeland ·
Finland ·
Frankrijk ·
Griekenland ·
Guatemala · 
Haïti ·
Honduras ·
Hongarije ·
Hongkong ·
Ierland ·
Irak ·
Israël ·
Ivoorkust ·
Jamaica ·
Japan ·
Joegoslavië ·
Jordanië ·
Kameroen ·
Koeweit · 
Liberia · 
Marokko ·
Mexico ·
Montenegro ·
Nederland ·
Nederlandse Antillen ·
Nicaragua ·
Nieuw-Zeeland · 
Nigeria ·
Noord-Ierland ·
Noorwegen ·
Panama ·
Paraguay ·
Peru ·
Polen ·
Puerto Rico ·
Qatar ·
Roemenië ·
Saoedi-Arabië ·
Schotland ·
Senegal ·
Servië ·
Slovenië ·
Slowakije ·
Sovjet-Unie ·
Spanje ·
Trinidad en Tobago ·
Tsjecho-Slowakije ·
Tunesië · 
Turkije · 
Uruguay ·
Venezuela ·
Verenigde Arabische Emiraten · 
Verenigde Staten ·
Zuid-Afrika ·
Zuid-Korea ·
Zweden ·
Zwitserland
Brazilië (2014) ·
Engeland (2018) ·
Griekenland (2014) ·
Ivoorkust (2014) ·
Japan (2014) ·
Japan (2018) ·
Polen (2018) ·
Senegal (2018) ·
Uruguay (2014)
CONMEBOL: Bolivia · Chili  · Colombia · Ecuador · Uruguay

UEFA: Albanië · België · Bulgarije · Cyprus · Denemarken · West-Duitsland · Duitse Democratische Republiek · Engeland · Faeröer · Finland · Frankrijk · Griekenland · Hongarije · IJsland · Ierland · Israël · Italië · Joegoslavië ·  Liechtenstein · Luxemburg · Malta · Nederland · Noord-Ierland · Noorwegen · Oostenrijk · Polen · Portugal · Roemenië · San Marino · Schotland ·  Sovjet-Unie ·  Spanje · Tsjecho-Slowakije · Turkije · Wales ·  Zweden · Zwitserland

CAF: Madagaskar